# کامپکت اس‌یووی

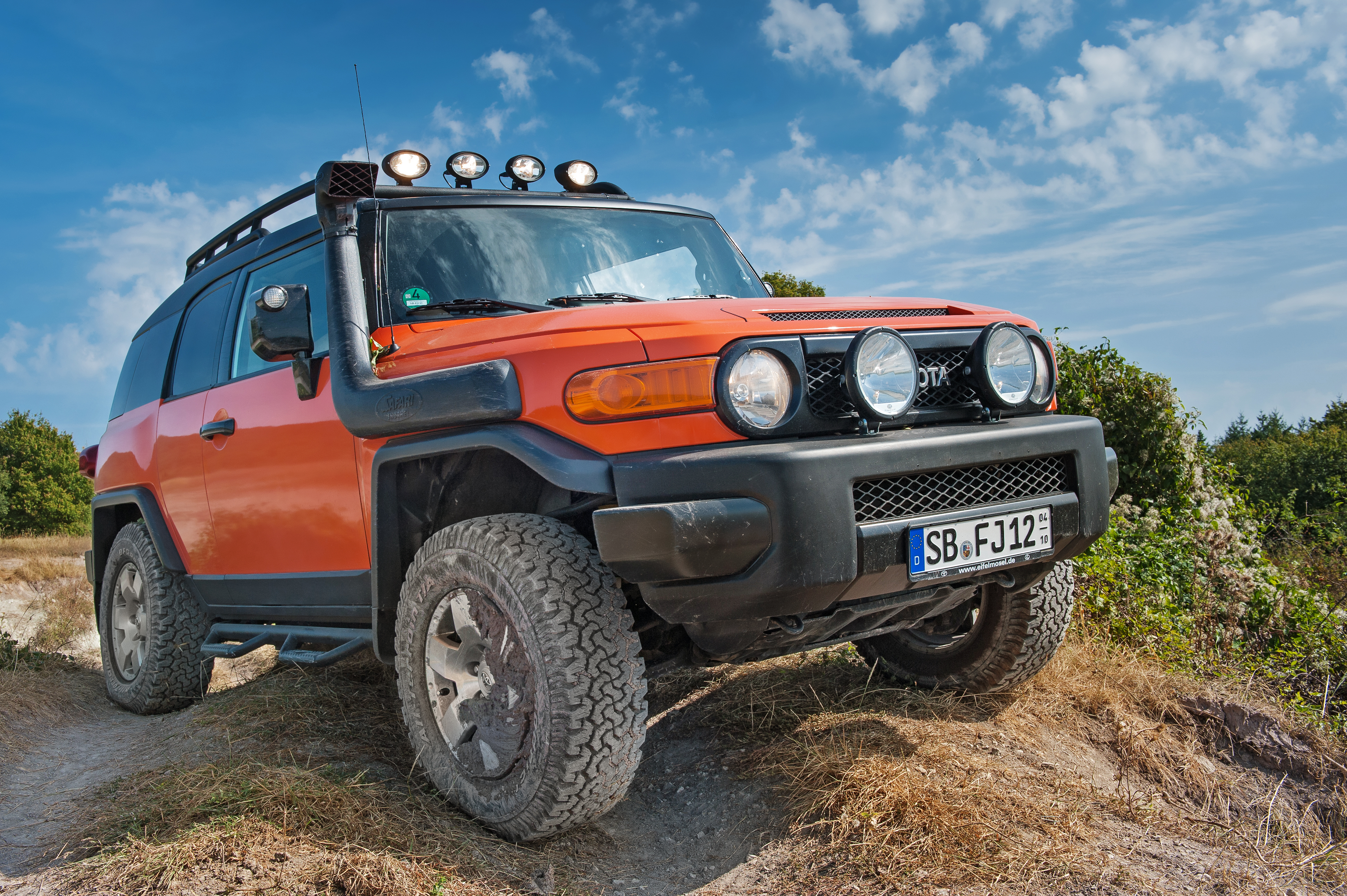
تویوتا افجی کرویزر

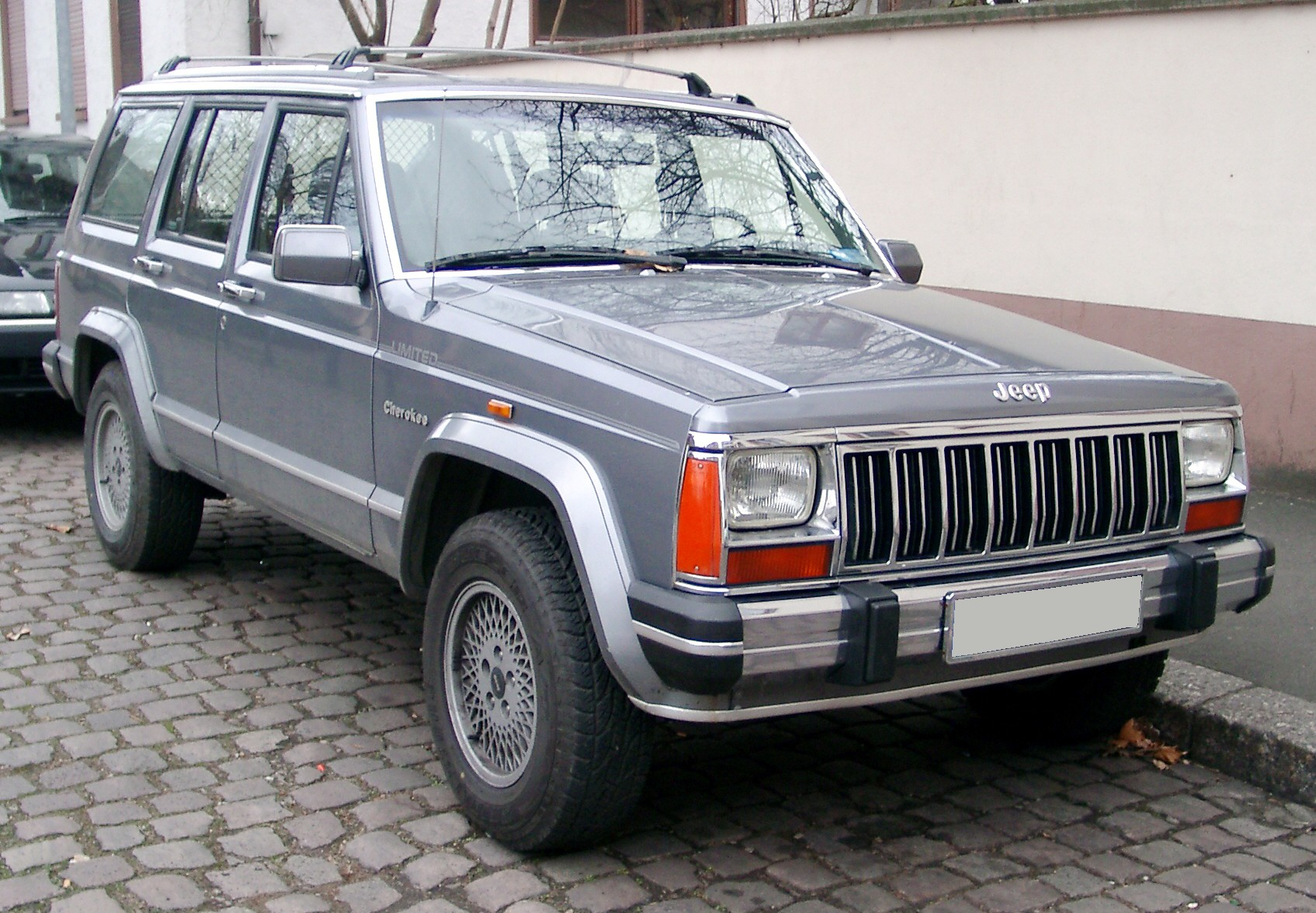
جیپ چروکی ایکس‌جی

کامپکت اس‌یووی، به نوعی اس‌یووی کوچک گفته می‌شود که طول آن ۴٫۲۵ تا ۴٫۶۰ متر باشد. البته نباید این نوع اس‌یووی را با نوع مینی اس‌یووی که کوچکتر از این نوع است اشتباه گرفت.
ورود این نوع خودرو به بازار از دهه ۱۹۸۰ میلادی شروع شد. از وقتی که دو خودروساز آمریکایی فورد و جنرال موتورز، دو نوع خودرو با نامهای فورد برانکو II و شورلت اس-۱۰ بلیزر را معرفی کردند که بر پایه وانتهای (بترتیب) فورد رنجر و شورلت اس-۱۰ تولید شده بودند. این خودروها بر خلاف وانتها، دارای چهار صندلی بودند.
برخی از کامپکت اس‌یووی‌های مدرن به خودروهای کامپکت ام‌پی‌وی و هاچ‌بک شباهت دارند. از جمله این خودروها می‌توان به هوندا سی‌آر-وی، سیت آلتی، نیسان قشقایی و هیوندای توسان اشاره کرد.